# 多賀安郎

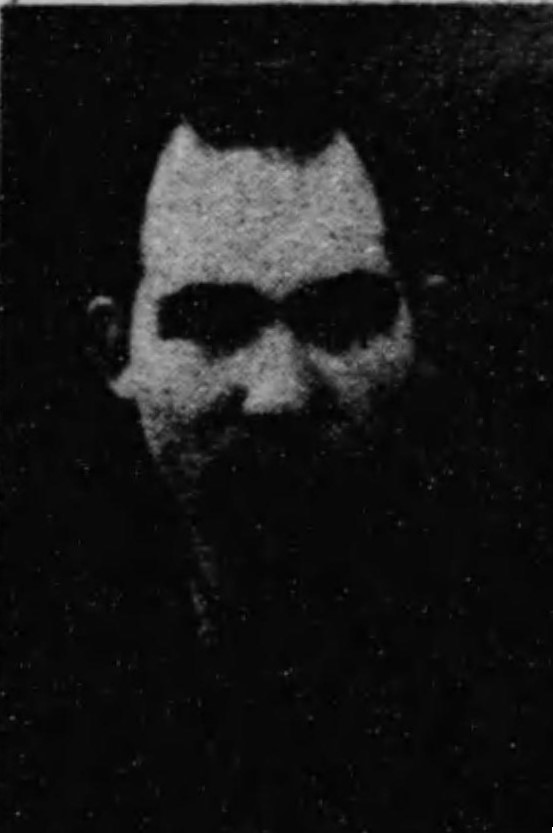
多賀安郎

多賀 安郎（たが やすろう、1905年（明治38年）3月15日 - 2002年（平成14年）5月31日）は、昭和期の新聞編集者、実業家、政治家、アマチュアボクシング選手、プロボクサー。衆議院議員。

## 経歴
岡山県窪屋郡、現在の倉敷市出身。1940年（昭和5年）早稲田大学専門部法律科を卒業した。
東京吉井洋行を経営。合同新聞記者となり、大阪時事新報記者、満州新聞大阪支社営業部長、山陽民報主筆を歴任。南北アメリカ、アフリカ、インド、中国、満州等の各地を取材して回り、また従軍記者として中国大陸や南方に派遣された。その他、在外同胞帰還促進会理事、日本漁民組合瀬戸内海部長、倉敷体育協会副会長、備中板金加工業組合理事長、遠藤青汁取締役社長、ほか内海高速汽船（のち琴平高速汽船）社長、遠洋漁業協同組合理事長などを務めた。
1946年（昭和21年）4月の第22回衆議院議員総選挙で岡山県全県区から無所属で立候補して落選。1947年（昭和22年）4月の第23回総選挙で岡山県第2区から国民協同党公認で立候補して当選し、衆議院議員に1期在任した。この間、国民協同党遊説部長などを務めた。その後、第24回、第25回、第27回総選挙に立候補したがいずれも落選した。
2002年（平成14年）5月31日、死去。97歳没。死没日付をもって従五位勲四等に叙され、瑞宝章を追贈された。